# Knight of the Shire
Knight of the Shire ist die Bezeichnung für die im Mittelalter und in der Neuzeit gewählten Vertreter der Countys, der 39 englischen Grafschaften, im Englischen Parlament. Bis zum Beginn des 20. Jahrhunderts war die Bezeichnung auch noch im britischen bzw. im Parlament des Vereinigten Königreichs gebräuchlich.
Im Mittelalter durfte jedes der 39 englischen Countys, mit Ausnahme der County Palatines Chester und Durham, zwei Vertreter zu den Parlamentsversammlungen senden. Erstmals erwähnt werden die Knights of the Shire als Vertreter jedes County 1254. Wenn der König ein Parlament einberief, erließ die königliche Kanzlei einen Aufruf an den jeweiligen Sheriff des Countys, die Knights of the Shires wählen zu lassen. Für die Wahl wurde ein County Court, eine Versammlung aller Freien einberufen, während Leibeigene von der Wahl ausgeschlossen waren. Gewählt wurden üblicherweise Angehörige des reichen Landadels, die im Mittelalter tatsächlich dem Ritterstand angehörten. Neben den Burgesses, den Vertretern der Boroughs, sowie den Vertretern der Universitäten von Cambridge und Oxford bildeten die Knights of the Shires die wichtigsten Vertreter der Commons. Als die Zahl der Freien und damit der Wahlberechtigten im 14. und 15. Jahrhundert stark anstieg und die Wahlversammlungen unübersichtlich wurden, wurde 1429 ein neues Wahlrecht erlassen. Danach hatten nur noch Yeoman, Grundbesitzer, deren Jahreseinkünfte aus freiem Grundeigentum mindestens 40 Shilling (zwei Pfund Sterling) betrugen, das Wahlrecht. Pächter, auch wenn sie keine Leibeigenen waren, hatten kein Wahlrecht mehr. Durch diese Einschränkung blieb das Wahlrecht auf eine kleine Anzahl von Grundbesitzern beschränkt, die damit politisch dominierend blieben. Die Wahl zum Knight of the Shire wurde für Angehörige der Gentry zum Ausdruck und zur Bestätigung ihres sozialen Status. Häufig wurden sie, sofern sie es noch nicht waren, nach ihrer Wahl zum Knight Bachelor geschlagen.
Nach den Gesetzen zur Eingliederung von Wales durften ab 1536 auch die zwölf walisischen Countys Knights of the Shires als Vertreter in das Parlament senden, im Gegensatz zu den englischen Countys wurde den Walisern jedoch nur ein Vertreter je County zugestanden. Erst die gegen den Widerstand des konservativen Landadels durchgeführte Wahlrechtsreform von 1832 bezog das Bürgertum weiter in die Wählerschaft ein, die Wahlrechtsreform von 1867 weitete das Wahlrecht auf die Arbeiter aus. Nach der dritten Wahlrechtsreform von 1885 wurde die Bezeichnung Knight of Shire unüblich, als es nicht mehr selbstverständlich war, dass Mitglieder des Parlaments der Gentry angehörten und Knights waren oder wurden. Die Aufteilung der Countys in Wahlkreise führte weiter dazu, dass im 20. Jahrhundert die Bezeichnung Knight of the Shire endgültig zugunsten der Bezeichnung Member of Parliament verschwand.